# 보급로

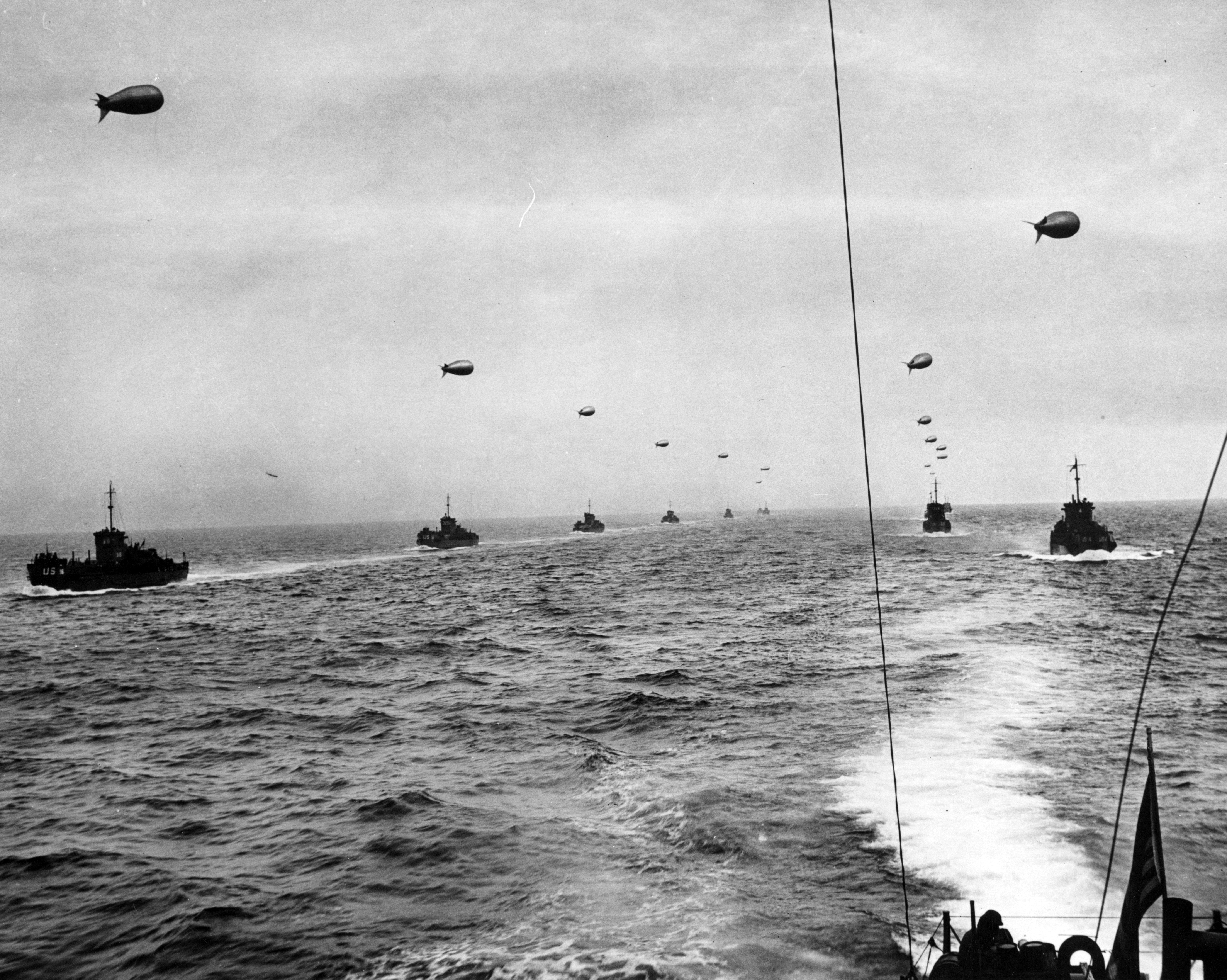
제2차 세계 대전 중 1944년 6월 노르망디 상륙작전에서 연합군을 지원하는 선단.

보급로(line of communication), 연락선, 병참선은 작전 중인 군사 부대를 보급 기지와 연결하는 경로이다.
보급품과 증원군이 보급로를 따라 운송된다. 따라서 안전하고 개방된 보급로는 어떤 군사력이든 효과적으로 계속 작전하기 위해 필수적이다. 전쟁에서 전신과 라디오 사용이 시작되기 전에는 보급로가 기마 전령과 주자들이 부대 지휘관과 본부에 명령과 전투 업데이트를 전달하고 주고받는 데 사용되던 경로이기도 했다. 따라서 보급로가 위태로워진 부대는 고립되어 파괴될 위험에 처할 수 있었는데, 이는 증원군과 재보급을 요청할 수단이 상실되기 때문이다. 표준 군사 약어는 LOC이다. 해상 보급로의 SLOC, 지상 보급로의 GLOC 또는 항공 보급로의 ALOC도 있다.
최전선에 더 가까운 부대에 대한 보급품 및 증원군 차단은 따라서 적대 세력에게 중요한 전략적 목표이다. 몇 가지 주목할 만한 예시:
- 미국 남북 전쟁의 빅스버그 전투, 율리시스 S. 그랜트가 도시를 포위하여 1863년 7월에 최종 항복으로 이어짐
- 제2차 세계 대전의 프랑스 공방전, 독일군이 벨기에에서 프랑스군과 영국군을 고립시켰지만(됭케르크 철수 작전으로 33만 명 이상이 구조됨)
- 제2차 세계 대전의 스탈린그라드 전투에서 독일 제6군의 포위
- 베트남 전쟁 중 미국의 호찌민 루트 공격

## 같이 보기
- 보급

### 일반 병참
- 공중 급유
- 공수
- 육군 공병 정비
- 원정 기동전
- 종합 군수 지원
- 군수 장교
- 병참 장교
- 주 보급로
- 군수 (군사)
- 군사 보급망 관리
- NATO 재고 번호
- 성과 기반 병참
- 해상 기지
- 해상 수송
- 병참 부대 (군사)
- 항해 중 보급

### 특정 병참 작전
- 부산 교두보 전투 병참
- 포클랜드 전쟁 영국군 병참
- 제2차 보어 전쟁 영국군 병참

## 추가 자료
- The Oxford Essential Dictionary of the U.S. Military. 옥스퍼드 대학교 출판부. 2002.